# Егорова, Алевтина Викторовна
Не путать с певицей Алевтиной
Алевтина (полное имя — Алевтина Викторовна Зелинская, в девичестве — Егорова; род. 9 февраля 1980, Волгоград) — российская певица, автор песен. Экс-солистка «Группы FM».

## Биография

### Ранние годы и образование
Алевтина Егорова родилась в Волгограде 9 февраля 1980 года в семье музыкантов-педагогов. Отец — Виктор Александрович преподавал в Волгоградском Институте Культуры, виртуозно играл на аккордеоне и исполнял под гитару песни Высоцкого. Мать — Людмила Васильевна — великолепно поёт и любит поэзию. Неудивительно, что с малых лет Але прививали любовь к музыке. В 7 лет Алевтина начинает одновременно учиться в общеобразовательной школе № 93 с эстетическим уклоном и музыкальной школе № 7 по классу фортепиано. Помимо ежедневных занятий музыкой школьница Алевтина занимается хореографией, поет в вокально-джазовом ансамбле и школьном хоре. После семи лет обучения в музыкальной школе намерения Алевтины и её родителей совпадают и для того, чтобы совершенствоваться в музыке, по завершении 9 классов общеобразовательной школы она поступает в Волгоградское музыкально-педагогическое училище № 1. Выпускные экзамены Алевтина сдавала в трауре — внезапно заболел и скончался её отец.
- Волгоградская средняя школа № 93 — 1987—1995
- Волгоградская музыкальная школа № 7 по классу фортепиано 1987—1994
- Волгоградское музыкально-педагогическое училище № 1 — 1995—1999
- Волгоградский Государственный институт искусства и культуры (ВГИИК), дирижёрско-хоровое отделение — 1999—2002
- Киевский Национальный Университет Культуры и Искусств (менеджмент шоу-бизнеса) — 2010—2014

### Карьера
В 1999 году Алевтина Егорова становится студенткой ВГИИК — Волгоградского Государственного института искусства и культуры, дирижёрско-хорового отделения. И в это же время начинается и творческая биография певицы Алевтины. Её таланты не остаются незамеченными и по предложению Кирилла Жилкина они вместе с Дмитрием Даниловым и Катей Карташева образуют четверку, которую называют «Группа FM» (для популярности на волнах FM по одной версии, по другой — от Femina Masculina — Женщина Мужчина). Алевтина пишет песни и поет основной вокал. Группа стремительно набирает популярность в Волгограде. С хитами «Я ещё не жила» и «Талая вода» ребята становятся дипломантами «Студенческой Весны» и находят инвестора в лице Александра Андреева для записи первого альбома. Песню «Я ещё не жила», сочиненную Алевтиной, активно ротируют на радиостанциях и в результате «Группа FM» получает в 2000 году «Золотой граммофон», как ЛУЧШАЯ ГРУППА ГОДА в Волгограде.. В свет выходит первый альбом под названием «Я ещё не жила». Алевтина является автором музыки и текстов всех 12 вошедших в альбом песен.
На волне волгоградского успеха группа переезжает в Москву и вызывает интерес у ведущих столичных продюсеров. К тому же Алевтина самостоятельно с собственной песней «Летаю» принимает участие и побеждает в конкурсе «Голос Москвы», председателем жюри которого была сама Людмила Зыкина. В итоге «Группа FM» в составе Алевтины Егоровой и Дмитрия Данилова начинает сотрудничество с Александром Шульгиным.
В 2003 году Алевтина помогает Александру Шульгину в проекте «Фабрика звезд-3» и выступает в одном из концертов в статусе «звезды» со Светланой Светикова , исполняя песню «Москва» видео.
Развитие «Группы FM» приобретает молодёжным и патриотическим направлением. Алевтина становится Лекой, Дмитрий — Димычем. Оба персонажа разыгрывают «фото-роман» на страницах популярного журнала «COOL». Венцом этого проекта становится альбом «Made in Russia», представление которого состоялось 16 января 2005 года. В него вошли песни «Группы FM» предыдущего трехлетнего периода. Алевтина значится автором в двух песнях — «Не удержала» (слова и музыка) и «Ребята» (музыка). Новый продюсер снимает «Группе FM» её первые клипы — «Точка взлета», «Полмира», «Стреляй» и «Москва». Песня «Полмира» получает «Стопудовый Хит» — престижную премию радиостанции «Хит ФМ» и выступает на церемонии вручения в переполненном «Олимпийском».
В этом же — 2005 году — Александр Шульгин выпускает альбом из собственных сочинений «Представление», в котором вокально солирует Алевтина. «Представление» подарило миру новые хиты: «Теряю», «Крыльями белыми», «Небо над Питером», «С добрым утром»…
И в этом же году Алевтина становится Голосом Примадонны. Она исполняет все песни в музыкальном телесериале «Примадонна», озвучив таким образом главную героиню-певицу — ассоциаций с Аллой Пугачевой было не избежать. Интересно, что Алевтина сыграла в сериале эпизодическую роль ресторанной певицы, исполняющей песню «Стреляй» видео. И ещё при исполнении песни «На ниточке» главная героиня «играет» на фортепиано руками Алевтины. Как итог, все песни и музыка из киносериала «Примадонна» (канал «Россия»), включая несомненные хиты «Какая ночка темная», «Буду любить тебя вечно», «На ниточке», «Я Женщина» вошли в альбом, состоящий из 2-х частей.
Но на этом сотрудничество с Александром Шульгиным заканчивается.
В этом же 2005 году Алевтина встречает Андрея Зелинского и возобновляет писать собственные песни. Хорошие, но очень разные. Можно сказать, что в это время было написано достаточно много разноплановых песен, которые объединены в условный альбом «Одна такая». Период «перехода к новому звучанию» был творчески сложным и неоднозначным. Попытка записать в 2009 году альбом «Бриллианты» (несмотря на то, что в интернете уже был представлены демоверсии будущих песен) была «собственноручно» пресечена из-за отсутствия четкой «творческой концепции».
В 2009 году Алевтина принимает участие в московском отборе конкурса «Новая Волна» с песнями «Golden Eye» (Тина Тернер) и «Бриллианты». Жюри прервало певицу на 30-й секунде исполнения международного хита, так и не дав возможности спеть русскую песню.
В 2009 году песня «Какая ночка темная» из альбома «Примадонна» несколько месяцев держалась на первом месте в хит-параде «Первого израильского радио».
В мае 2009 года Алевтина становится автором текста песни «Ты опоздала», которую Григорий Лепс последней включает в свой альбом «Водопад».
В 2010 году Алевтина с семьей переезжает в Киев, где начинает обучение в Киевском Национальном Университете Культуры и Искусств по специальности менеджмент шоу-бизнеса.
В 2012 году, после основательной двухгодичной подготовки, Алевтина анонсирует свой сольный альбом «12»  из 12 песен и его англоязычный двойник «Twelve». Начиная с 12 мая 2012 года ежемесячно каждого 12-го числа презентуются новые песни: «Алиби» (в русской и французской версиях), «Любимый», «Верь Мне», «Любовь Моя», «Влюблена»/«Only Now», «Люби Меня», «Wee-pu-pu/Хорошо:)», «Прости Меня, Моя Любовь». Изначально полный релиз альбома планировался на 12.12.2012, но впоследствии, как объяснил продюсер Алевтины Андрей Зелинский, был перенесен на более поздний срок по «причинам творческого и тактического характера».
2013 год Алевтина встретила треком «Вчера» (01.01.2013), а вскоре его англоязычная версия под названием «Turn Off the Lights» была заявлена для участия в Евровидении-2013 от России. Фактически Алевтина была единственным реальным претендентом на поездку в шведский Мальмё помимо победительницы шоу «Голос» Дины Гариповой. Но Первый канал отказался от проведения отборочного конкурса и своим решением предоставил право представлять Россию на конкурсе Дине Гариповой.
В 2014 году Алевтина приняла участие в отборочных этапах Евровидения — сначала Швейцарии, а впоследствии и Германии — с песней собственного сочинения «Colours of the World», которую затем выпустила отдельным синглом.
Также Алевтина исполнила Гимн зимних Олимпийских Игр-2014 в Сочи «From Moscow to Sochi» (авторы Анна Сулицына и Роман Крапивнер).
В июне 2014 года Алевтина объявила о новом совместном проекте feat. Borg в стиле EDM (electronic dance music), представив в YouTube презентационный ролик с демоверсиями предстоящих треков — «Just Kill Me», «I can’t die», «Dancing in the Kithcen», «Make Me Busy», «Right or the Left», «Follow Me».

### Личная жизнь
Муж — Андрей Николаевич Зелинский.
Сын — Андрей, родился 15 марта 2007 года в Москве.
Дочь — Злата-Моника, родилась 23 мая 2015 года в Москве.

## Работы

### Дискография
Группа FM. «Я ещё не жила» (2000)
1. Я ещё не жила
2. Чёрная ворона
3. Талая вода
4. Ветер
5. Отпусти
6. Забудь
7. Золотая нить
8. Тик-так
9. Частушки
10. Они тебя обманут
11. Латина
12. Летаю

Группа FM. «Made in Russia» (2005)
1. Made in Russia
2. Ребята
3. Страна
4. Караоке
5. Девочка в чате
6. Война
7. Имя на асфальте
8. Красила
9. Ты его не жди
10. Точка взлета
11. Полмира
12. Москва
13. Не удержала
14. Зажигалочка

Александр Шульгин. «Примадонна» (2005) — песни из киносериала
1. Какая ночка тёмная
2. Я женщина
3. Буду любить я тебя вечно
4. На ниточке (фортепиано)
5. Новый день
6. Как моя любовь
7. Если кто-то поймёт меня
8. Птицы белые
9. На ниточке
10. Сама
11. Америка
12. Судьба
13. Стреляй
14. Девочка на проводе

Александр Шульгин. «Представление» (2005)
1. Певица
2. Гламур
3. Небо над Питером
4. Крыльями белыми
5. Гений
6. С добрым утром
7. Теряю
8. Поезд
9. Балерина
10. Вино

Алевтина. «Бриллианты» (2009) — трек-лист
1. Бриллианты! — релиз
2. Клоун — релиз
3. Оксана (демо)
4. Голос мой (демо)
5. Миллионы (демо)
6. Ангел (демо)
7. Летишь за мной (демо)
8. Только Твоя Любовь (демо)
9. Розою белой (демо)
10. Роль (демо)
11. Счастье (демо)
12. Что же будет дальше? (демо)

Алевтина. «Одна такая» (2007—2009) — условный альбом
1. Одна такая
2. Два крыла
3. Не королева
4. Океан
5. Меняла города
6. Розою белой
7. Роль
8. Бриллианты
9. Клоун
10. Один тайм
11. Алкогольная
12. Оксана
13. Golden eye (Tina Turner cover)

Алевтина. Колыбельная (2011) — интернет-релиз
- Колыбельная (музыка — Виктор Бусилков, стихи — Юлии Цэрнэ)

Алевтина. «12» (рус.) / «Twelve» (англ.) (2012—2013)
1. 12.05.2012 — «Алиби» (сингл вышел сразу на двух языках — русском и французском)
2. 12.06.2012 — «Любимый»
3. 12.07.2012 — «Верь мне»
4. 12.08.2012 — «Любовь моя»
5. 12.09.2012 — «Only Now» (пилотный трек из англоязычного альбома «Twelve», автор текста Марина Чернявская)
6. 12.10.2012 — «Влюблена» (русскоязычная версия песни «Only now», автор текста Валерия Серова)
7. 12.11.2012 — «Люби меня»
8. 12.12.2012 — «Прости меня, моя любовь»
9. 12.12.2012 — «Wee-pu-pu/Хорошо:)»
10. 01.01.2013 — «Вчера»
11. 12.02.2013 — «Turn Off the Lights» (альбом «Twelve», англоязычная версия песни «Вчера», автор текста Марина Чернявская) — песня заявлена для участия в Евровидении-2013 от России.

Alevtina. «Colours of the World» (single). 28/10/2013. Song for Eurovision-2014
- «Colours of the World» (музыка — Алевтина, слова — Марина Чернявская)

Alevitna. «From Moscow to Sochi». Hymn of Winter Olympic Games-2014 in Sochi
- «From Moscow to Sochi» (музыка — Анна Сулицына, слова — Роман Крапивнер).

Песни, написанные для других исполнителей
1. 2009 — Григорий Лепс — «Ты опоздала» (Текст)

### Видеография
Группа FM
1. «Точка взлёта» (2005)
2. «Москва» (2005)
3. «Москва», выступление на Фабрике звёзд-3 вместе со Светланой Светиковой (2003)
4. «Полмира» (2003)

Алевтина
1. «Стреляй» (2002)
2. «Летаю». Live (2005) — выступление в клубе «Табула Раса»(Москва)
3. «Turn Off the Lights» (2013) — Song for Eurovison-2013 (Russian selection)
4. «Colours of the World» (2013) — Song for Eurovision-2014 (Swiss selection)